# Hnaberd (Aragacotn)
Hnaberd – wieś w Armenii, w prowincji Aragacotn. W 2011 roku liczyła 1836 mieszkańców.